# Exterde

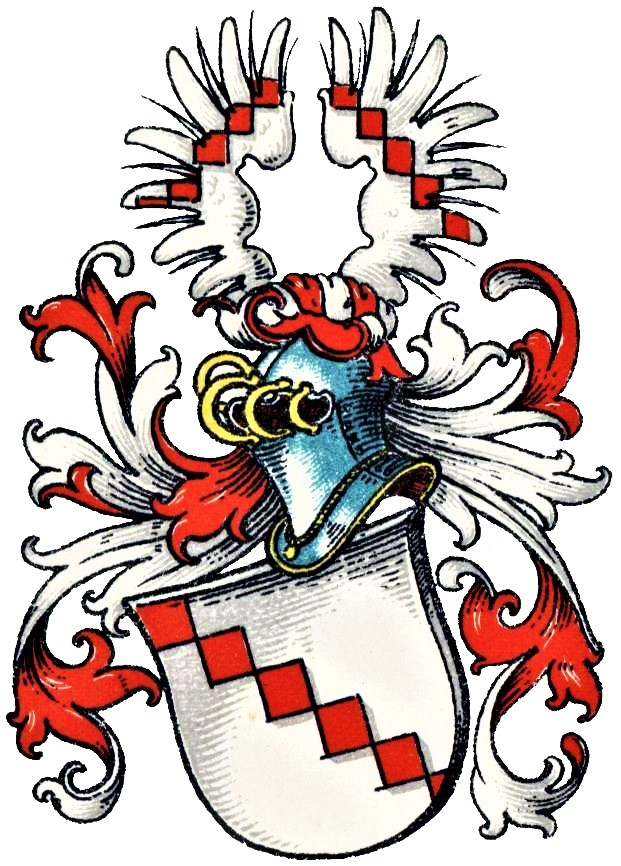
Stammwappen derer von Exterde im Wappenbuch des Westfälischen Adels

Exterde (auch: Exter, Exterstein, Eckersten o. ä.) ist der Name eines westfälischen Adelsgeschlechts.

## Geschichte
Das Geschlecht, das seinen Namen von einem Gut im heutigen Vlothoer Ortsteil Exter hat und zum lippischen Uradel sowie zur „eingeborenen Ritterschaft von Osnabrück“ gehörte, war im Lippischen, im Ravensbergischen und im Osnabrückschen begütert. Die Familie kommt bereits 1490 vor. Schon 1550 besaß sie im Lippischen Schloss Iggenhausen. 1720 erwarb sie Gut Herberhausen und wenig später Ahmsen (urkundl. 1728–1850). Außerdem hatten sie Besitz in Leopoldshöhe und Detmold.

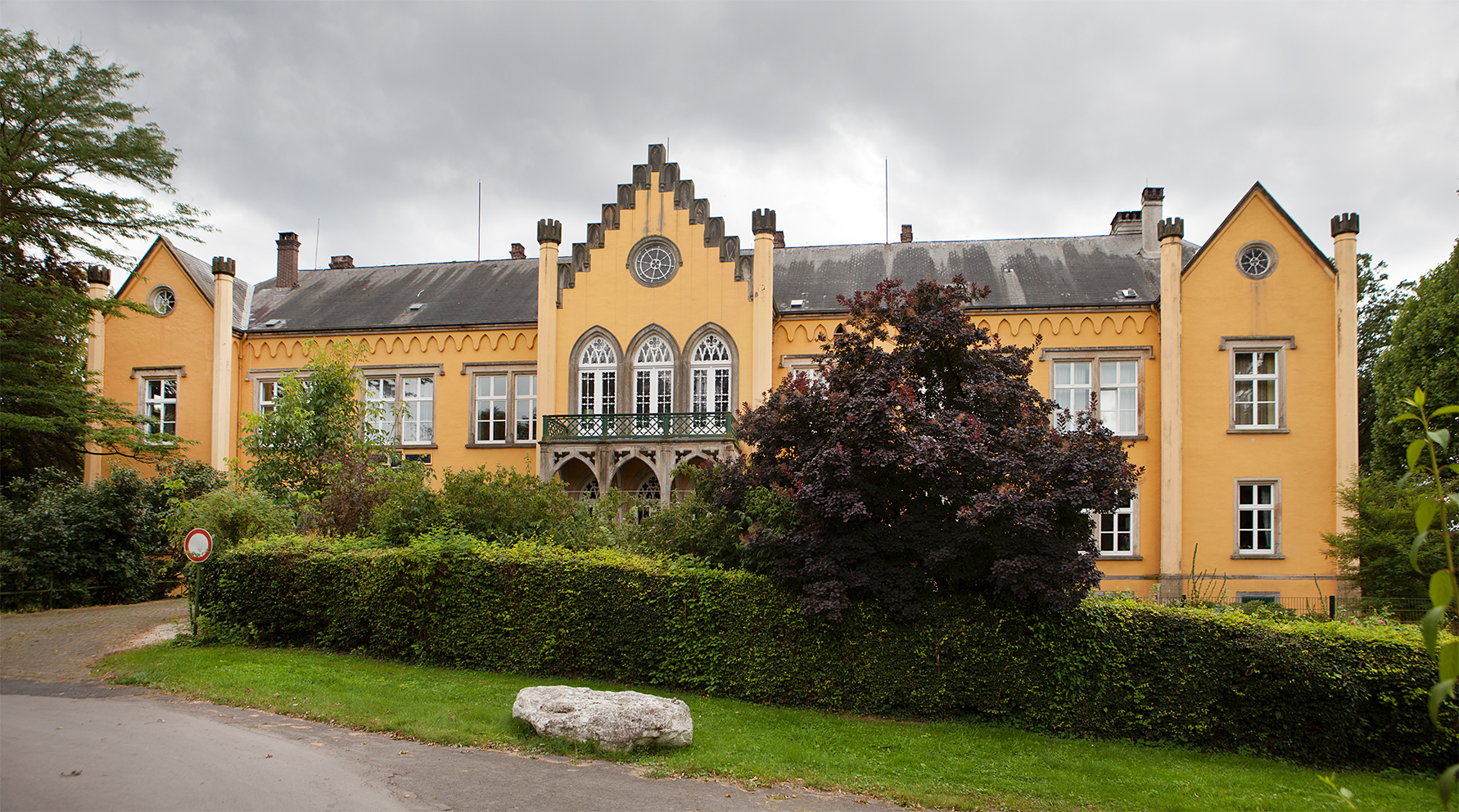
Schloss Iggenhausen
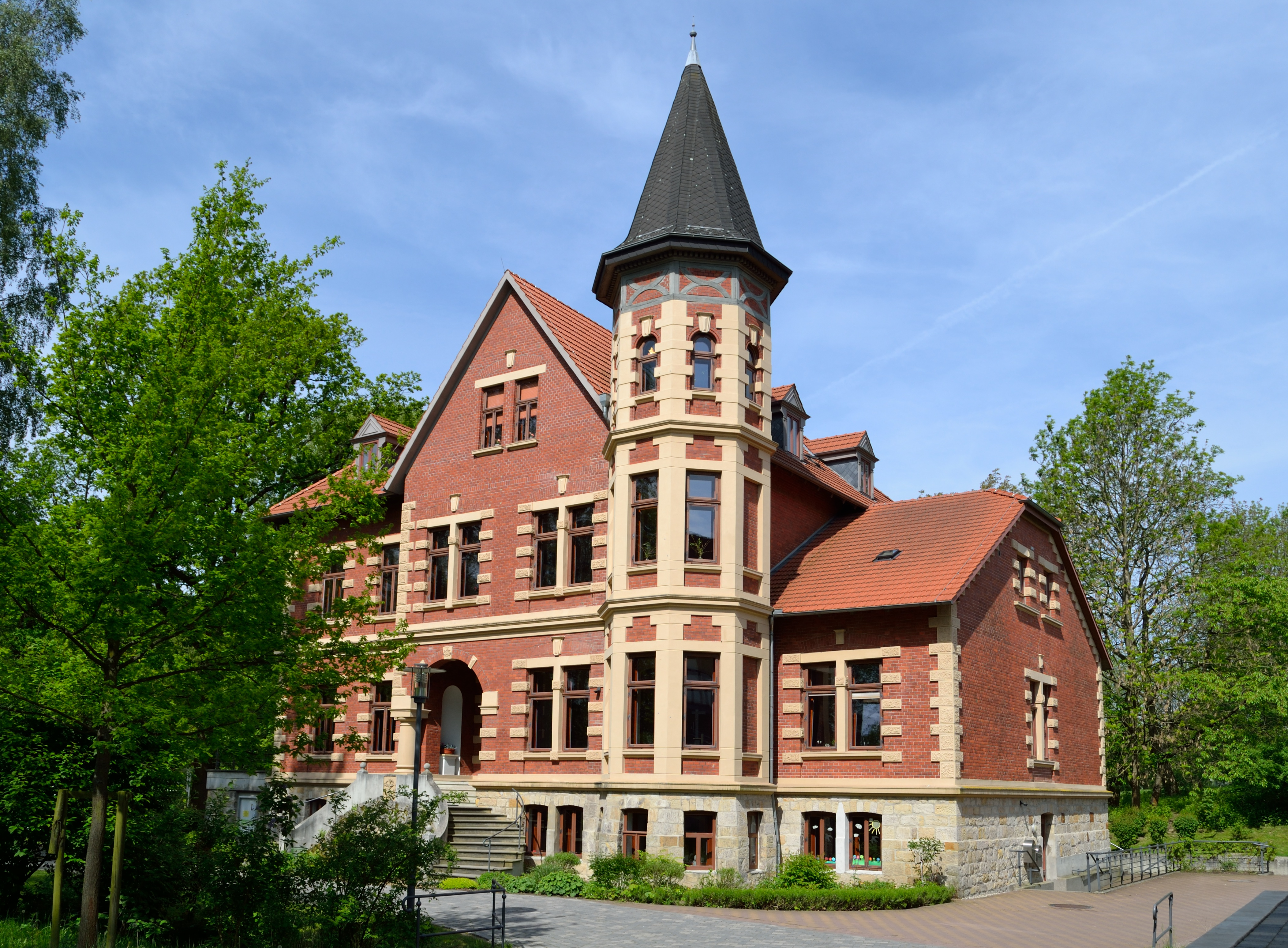
Gut Herberhausen
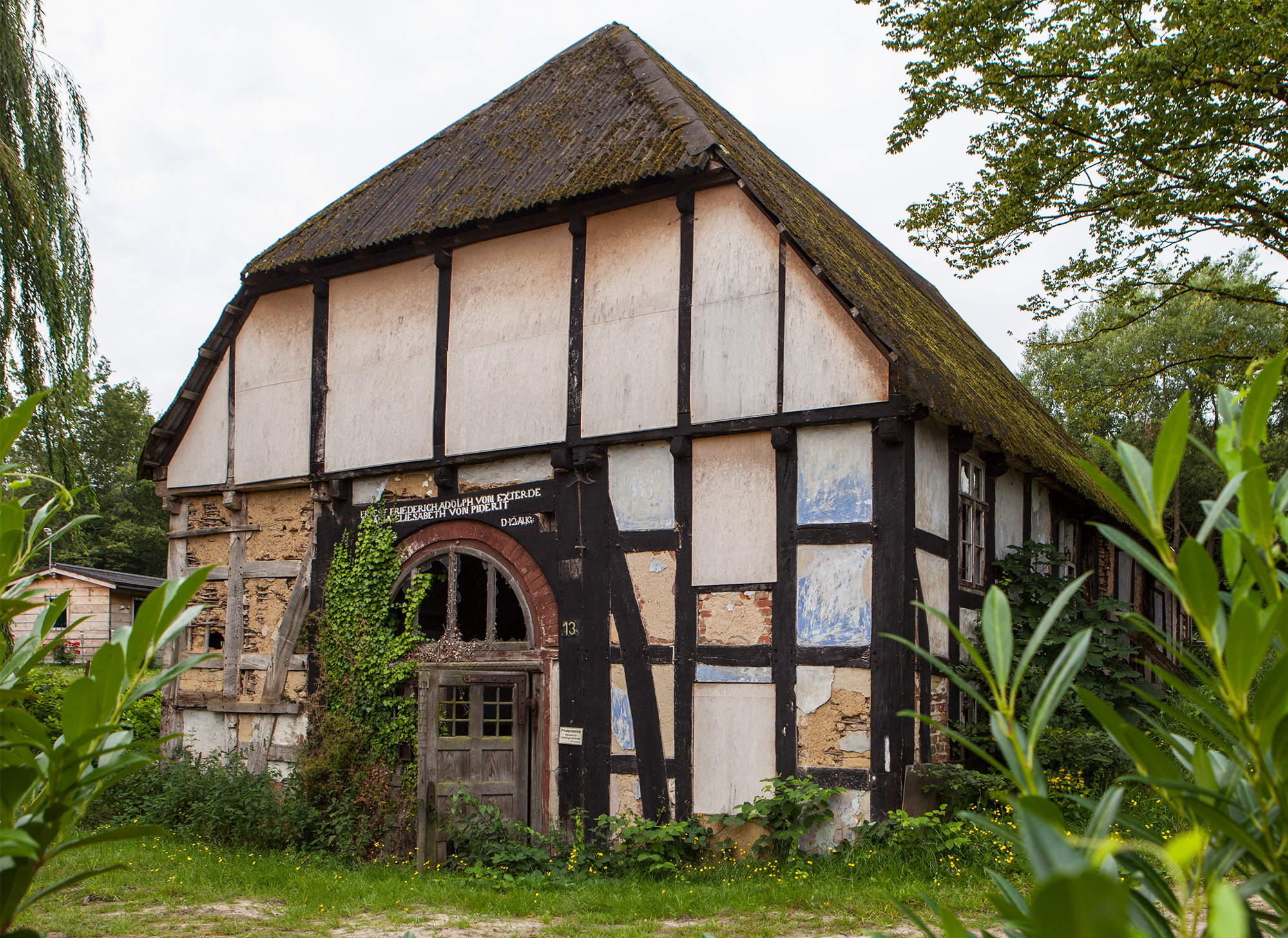
Ehemalige „Wassermühle von Exterde“ in Ahmsen
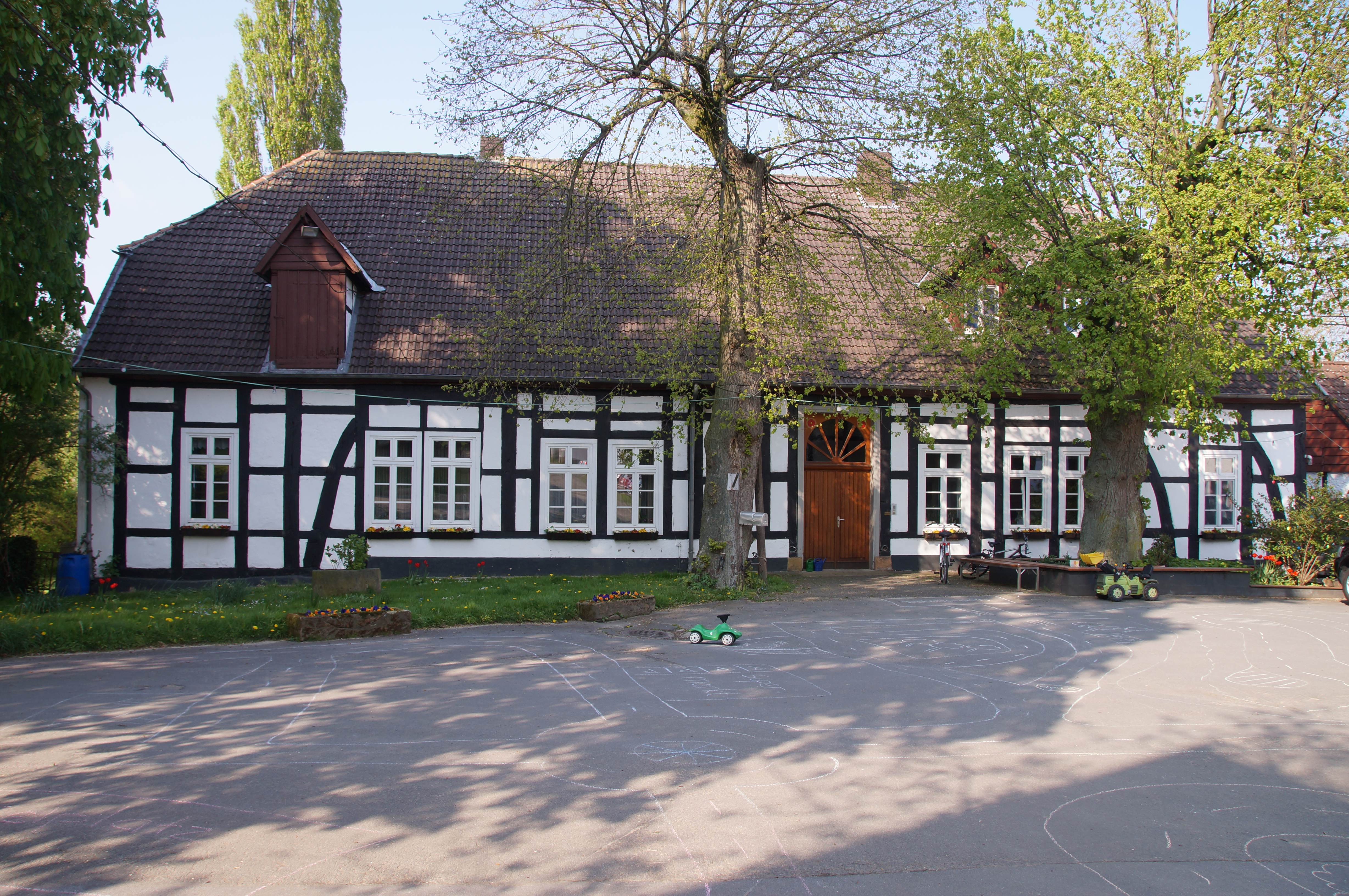
Meierhof Dahlhausen in Leopoldshöhe
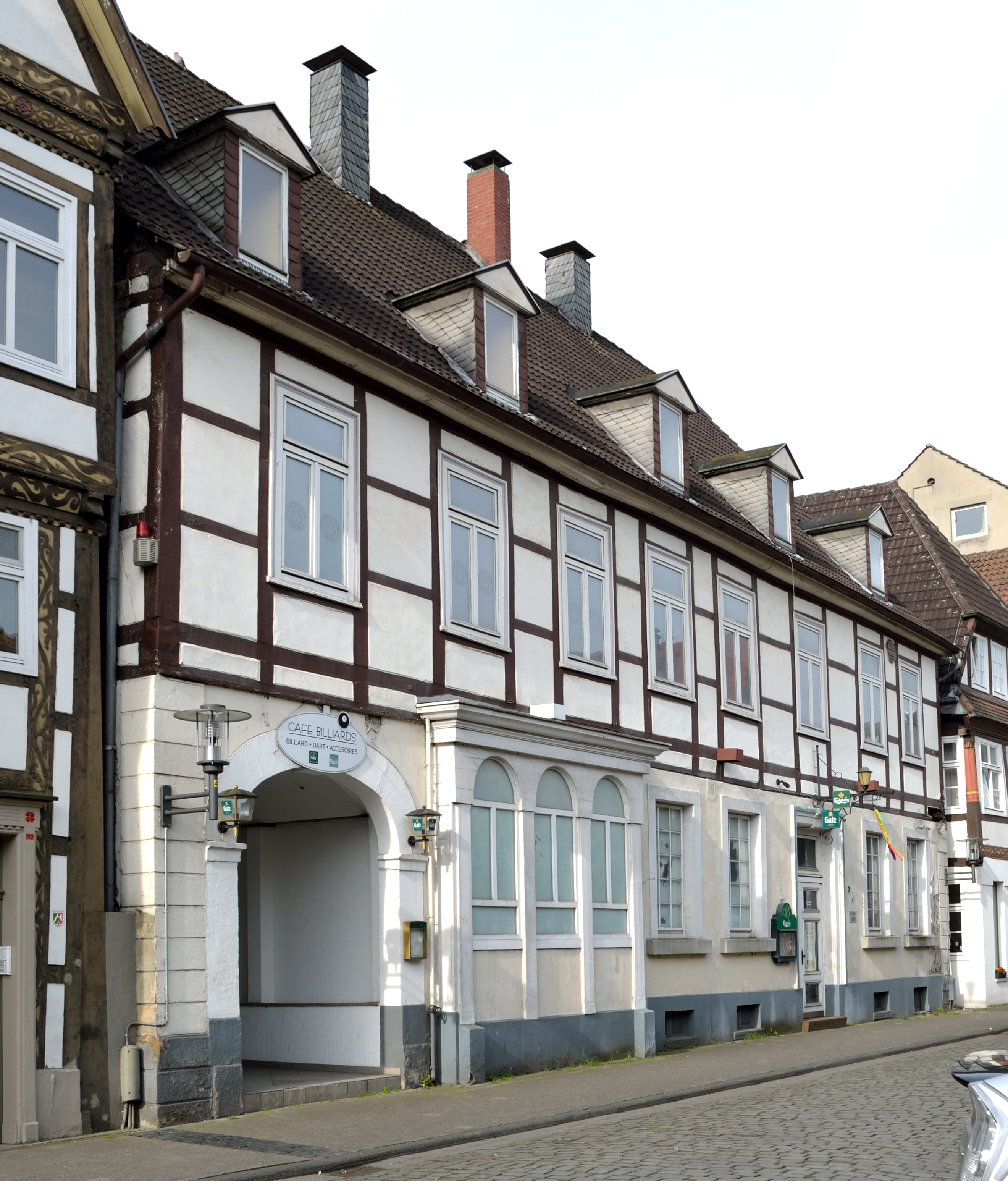
„Adelshof von Exterde“ in Detmold

Mitglieder des Geschlechts standen im Dienst der königlich-hannoverschen Armee, unter anderem in den Regimentern Grant und Britzke, Mosel, Quadt, Romberg und Kunitzki. Ein Leutnant von Exterde war 1820 beim königlich-preußischen 2. Garde-Regiment zu Fuß. Die Familie hatte das Erbjägermeisteramt des Stifts Herford.
Die Familie war nach Angaben von Max von Spießen 1901/1903 im Mannesstamm erloschen. Laut George Adalbert von Mülverstedt jedoch blühte die Familie 1907 noch.

## Persönlichkeiten
- Anton Heidenreich von Exterde, lippischer Drost zu Burg Sternberg, 1626 Mitglied der Fruchtbringenden Gesellschaft
- Casimir Heinrich von Exterde, 1704 Oberst im Dritten Infanterie-Regiment Prinz „Friedrich Wilhelm von Hessen“, später Generalmajor und Kommandant von Rinteln[7]
- Dorothea Elisabeth von Exterde, 1675 fürstlich-sächsisch-gothaisches Hoffräulein.[8]

## Wappen
Blasonierung: In Silber eine rechtsschräge Reihe von roten Wecken. Auf dem rot-silbern bewulsteten Helm ein offener silberner Flug, jeder Flügel mit einer nach außen absteigenden Reihe Wecken belegt. Helmdecken sind rot-silbern. Als Schildhalter zwei Mohren mit goldenen kurzen Jacken, je mit einem schwarzen Sparren belegt, und goldenen Stirnbinden. Devise: Disce mori, disce vivere.

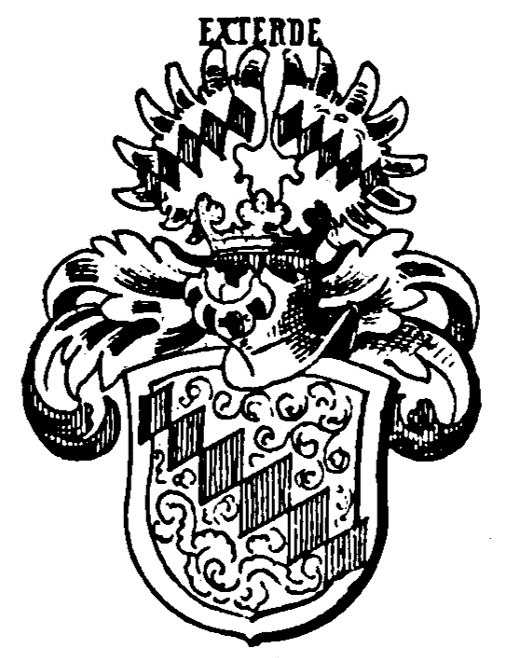
Wappen derer von Exterde bei Siebmacher (1856)
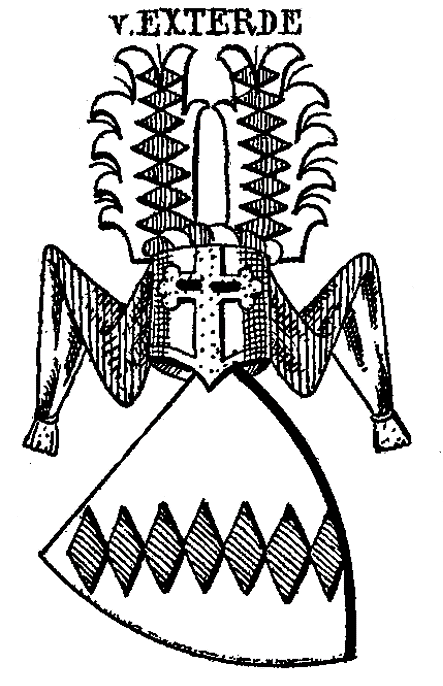
Wappen derer von Exterde bei Siebmacher (1870)
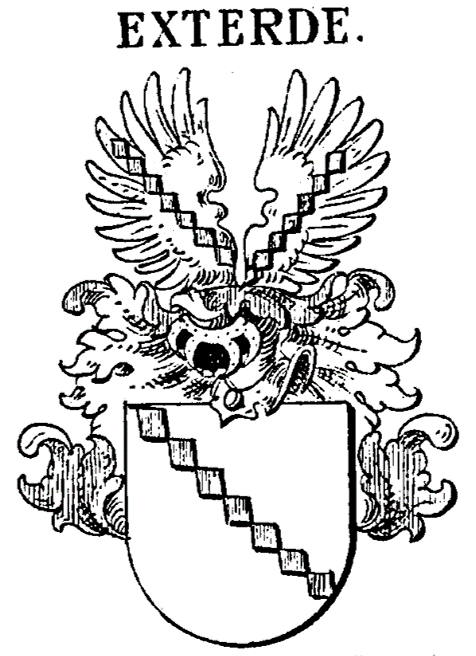
Wappen derer von Exterde bei Siebmacher (1906)
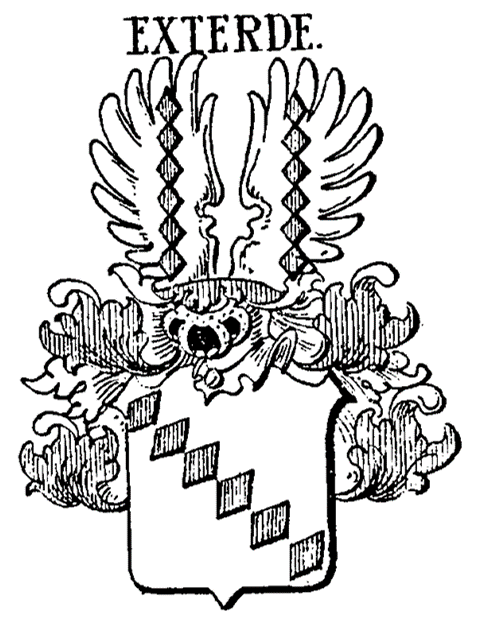
Wappen derer von Exterde bei Siebmacher (1907)